# Fryderyk za album roku muzyka orkiestrowa
Fryderyk za album roku muzyka orkiestrowa – polska nagroda muzyczna Fryderyk, przyznawana corocznie od roku 2020 w sekcji muzyki klasycznej w kategorii album roku muzyka orkiestrowa. Honoruje wykonawców za album muzyki symfonicznej, nagraną przez orkiestrę symfoniczną z co najmniej 12 muzykami. Fryderyki są przyznawane od 1995 przez Związek Producentów Audio-Video (ZPAV) za osiągnięcia w rodzimym przemyśle muzycznym. Od 2000 za wyłanianie nominowanych, a następnie laureatów odpowiedzialna jest powołana przez ZPAV Akademia Fonograficzna.
Kategoria została wprowadzona podczas 26. edycji, Fryderyków 2020, pod nazwą album roku muzyka symfoniczna, w wyniku podziału kategorii album roku muzyka symfoniczna i koncertująca na dwie: album roku muzyka symfoniczna i album roku muzyka koncertująca. W edycji 2023 zmieniła nazwę na album roku muzyka orkiestrowa.
Najwięcej nominacji w kategorii (po 4) otrzymali Łukasz Borowicz, Narodowa Orkiestra Symfoniczna Polskiego Radia w Katowicach i Orkiestra Filharmonii Narodowej. Najwięcej nagród (po 2) zdobyli Anna Mikołajczyk-Niewiedział, Chór Opery i Filharmonii Podlaskiej, Narodowa Orkiestra Symfoniczna Polskiego Radia w Katowicach oraz Orkiestra Opery i Filharmonii Podlaskiej.

## Laureaci i nominowani
Kolor złoty oznacza nagrodzony album i laureatów.
| Rok  | Album                                                  | Nominowani | Źr.    |
| ---- | ------------------------------------------------------ | --- | ------ |
| 2020 | 100 na 100. Muzyczne dekady wolności                   | Filharmonia Narodowa, Sinfonia Varsovia, Narodowa Orkiestra Symfoniczna Polskiego Radia w Katowicach, Polska Orkiestra Radiowa, Orkiestra Teatru Wielkiego – Opery Narodowej, Sinfonia Iuventus, Aukso Orkiestra Kameralna Miasta Tychy, Orkiestra Filharmonii Poznańskiej, Sinfonietta Cracovia, Camerata Silesia, Łukasz Borowicz, Jacek Kaspszyk, Marek Moś, Grzegorz Nowak, Marzena Diakun, Szymon Bywalec | [ 6 ]  |
| 2020 | Góreccy                                                | Sinfonia Varsovia (dyrekcja: Jerzy Maksymiuk), Anna Górecka (fortepian) | [ 6 ]  |
| 2020 | Mieczysław Wajnberg: Symphonies Nos. 2 & 7             | Orkiestra Kameralna Polskiego Radia Amadeus (dyrekcja: Anna Duczmal-Mróz) | [ 6 ]  |
| 2020 | Muzyka kompozytorów polskich XVIII i XIX wieku         | Orkiestra Polskiego Radia w Warszawie (dyrekcja: Michał Klauza) | [ 6 ]  |
| 2020 | Sonoristic Penderecki by Penderecki                    | Narodowa Orkiestra Symfoniczna Polskiego Radia w Katowicach (dyrekcja: Krzysztof Penderecki) | [ 6 ]  |
| 2021 | Semkow – NOSPR – Brahms: Symfonie 1-4                  | Narodowa Orkiestra Symfoniczna Polskiego Radia w Katowicach (dyrekcja: Jerzy Semkow) | [ 7 ]  |
| 2021 | Debussy / Tchaikovsky                                  | NFM Orkiestra Leopoldinum (dyrekcja: Joseph Swensen) | [ 7 ]  |
| 2021 | Paderewski – Symphony in B minor op. 24 „Polonia”      | Lviv National Philharmonic Symphony Orchestra (dyrekcja: Bohdan Boguszewski) | [ 7 ]  |
| 2021 | Symphony No.6 „Chinese Songs” Concerto for clarinet    | Stephan Genz (baryton), Andrzej Wojciechowski (klarnet), Joanna Kravchenko (erhu) i Polska Filharmonia Kameralna Sopot (dyrekcja: Wojciech Rajski) | [ 7 ]  |
| 2022 | Paweł Łukaszewski: III i VI Symfonia                   | Anna Mikołajczyk-Niewiedział, Orkiestra i Chór Opery i Filharmonii Podlaskiej (dyrekcja: Mirosław Jacek Błaszczyk) | [ 8 ]  |
| 2022 | Eugeniusz Morawski – Kompozytor wyklęty                | Wielka Orkiestra Symfoniczna Polskiego Radia i Telewizji w Katowicach, Orkiestra Symfoniczna Polskiego Radia i Telewizji w Krakowie, Orkiestra Polskiego Radia i Telewizji w Krakowie, Chór Polskiego Radia i Telewizji w Krakowie (dyrekcja: Andrzej Straszyński i Szymon Kawalla) | [ 8 ]  |
| 2022 | Klecki / Maklakiewicz / Bruckner / Gesualdo / Brahms   | Olga Pasiecznik i Orkiestra Filharmonii Narodowej (dyrekcja: Andrzej Boreyko) | [ 8 ]  |
| 2022 | Kurpiński, Dobrzyński, Moniuszko                       | Wrocławska Orkiestra Barokowa (dyrekcja: Jarosław Thiel) | [ 8 ]  |
| 2022 | Witold Maliszewski: Dzieła symfoniczne                 | Orkiestra Filharmonii Opolskiej im. Józefa Elsnera (dyrekcja: Przemysław Neumann) | [ 8 ]  |
| 2023 | Debut (live)                                           | Warsaw Saxophone Orchestra i The WHOOP Group (dyrekcja: Paweł Gusnar) | [ 9 ]  |
| 2023 | Grażyna Bacewicz: Music for Chamber Orchestra vol. III | Orkiestra Kameralna Polskiego Radia Amadeus (dyrekcja: Agnieszka Duczmal) | [ 9 ]  |
| 2023 | Krzysztof Penderecki                                   | Orkiestra Filharmonii Narodowej (dyrekcja: Andrzej Boreyko) | [ 9 ]  |
| 2023 | Pokolenie ’51 – Knapik, Krzanowski, Lasoń              | Aukso Orkiestra Kameralna Miasta Tychy (dyrekcja: Marek Moś) | [ 9 ]  |
| 2023 | Roman Palester: Dzieła nieznane                        | Izabela Matuła i Orkiestra Symfoniczna Polskiej Filharmonii Bałtyckiej (dyrekcja: Łukasz Borowicz) | [ 9 ]  |
| 2024 | Paweł Łukaszewski – Symphoniae Sacrae 1                | Anna Mikołajczyk-Niewiedział (sopran), Agnieszka Rehlis (mezzosopran), Jarosław Bręk (baryton), Ravel Piano Duo, Chór Polskiego Radia w Krakowie, Orkiestra i Chór Opery i Filharmonii Podlaskiej, Piotr Borkowski (dyrygent) i Marcin Nałęcz-Niesiołowski (dyrygent) | [ 10 ] |
| 2024 | Grzegorz Fitelberg – Symphony in E minor, op. 16       | Orkiestra Filharmonii Poznańskiej i Łukasz Borowicz (dyrygent) | [ 10 ] |
| 2024 | Malawski, Palester – Ślad Ocalony                      | Orkiestra Filharmonii Gorzowskiej i Marta Kluczyńska (dyrygent) | [ 10 ] |
| 2024 | Mikołaj Piotr Górecki                                  | Orkiestra Kameralna Filharmonii Narodowej, Jan Lewtak (kierownictwo artystyczne), Jakub Jakowicz (skrzypce) i Maciej Frąckiewicz (akordeon) | [ 10 ] |
| 2024 | Skrowaczewski: A Centennial Tribute                    | Orkiestra i Chór Filharmonii Narodowej, Stefania Woytowicz (sopran), Krystyna Szczepańska (mezzosopran), Bogdan Paprocki (tenor), Witold Pilewski (bas) i Stanisław Skrowaczewski (dyrygent) | [ 10 ] |
| 2025 | Szymanowski Reimagined                                 | Bartłomiej Nizioł (skrzypce) i Orkiestra Filharmonii Narodowej (dyrekcja: Andrzej Boreyko) | [ 11 ] |
| 2025 | Grażyna Bacewicz: Complete Symphonic Works Vol. 3      | WDR Sinfonieorchester (dyrekcja: Łukasz Borowicz) | [ 11 ] |
| 2025 | Wieniawski, Noskowski: Polish Romantic Works           | Wojciech Niedziółka (skrzypce) i Orkiestra Symfoniczna Filharmonii Łódzkiej im. Artura Rubinsteina (dyrekcja: Paweł Przytocki) | [ 11 ] |

## Statystyki
| Liczba | Osoba/zespół                                                | Lata       |
| ------ | ----------------------------------------------------------- | ---------- |
| 2      | Anna Mikołajczyk-Niewiedział                                | 2022, 2024 |
| 2      | Chór Opery i Filharmonii Podlaskiej                         | 2022, 2024 |
| 2      | Narodowa Orkiestra Symfoniczna Polskiego Radia w Katowicach | 2020, 2021 |
| 2      | Orkiestra Opery i Filharmonii Podlaskiej                    | 2022, 2024 |

| Liczba | Osoba/zespół                                                | Lata                   |
| ------ | ----------------------------------------------------------- | ---------------------- |
| 4      | Łukasz Borowicz                                             | 2020, 2023, 2024, 2025 |
| 4      | Narodowa Orkiestra Symfoniczna Polskiego Radia w Katowicach | 2020 (×2), 2021, 2022  |
| 4      | Orkiestra Filharmonii Narodowej                             | 2022, 2023, 2024, 2025 |
| 3      | Andrzej Boreyko                                             | 2022, 2023, 2025       |